# Les Bonnes Manières (court métrage)
Pour les articles homonymes, voir Les Bonnes Manières.
Pour plus de détails, voir Fiche technique et Distribution.
Les Bonnes Manières, sorti en 1951, est le premier court métrage français d'Yves Robert.

## Fiche technique
- Réalisation : Yves Robert
- Scénariste : Jean Bellanger
- Photographie : Marcel Grignon
- Musique : Georges Van Parys
- Sociétés de production : Cinéphonic, SDGC
- Format : Noir et blanc - Muet - 1,37:1 - 35 mm - Son mono
- Année de sortie : 1951

Sources : UniFrance

## Distribution
- Hubert Deschamps
- Rosy Varte